# NGC 3266
NGC 3266 је спирална галаксија у сазвежђу Велики медвед која се налази на NGC листи објеката дубоког неба.
Деклинација објекта је + 64° 44' 59" а ректасцензија 10h 33m 17,6s. Привидна величина (магнитуда) објекта NGC 3266 износи 12,5 а фотографска магнитуда 13,5. NGC 3266 је још познат и под ознакама UGC 5725, MCG 11-13-30, CGCG 313-22, PGC 31198.